# Technik der körperlichen Liebe
Technik der körperlichen Liebe ist ein deutscher Aufklärungsfilm von Dietrich Krausser aus dem Jahr 1969.

## Handlung
Nach einigen vorbereitenden Erläuterungen sind zunächst frivole Knaben zu sehen. Mit diesem (scheinbar) harmlosen Einstieg über falsche Scham kommt der Film auf sein Thema zu sprechen, nämlich die unzureichende Kenntnis der körperlichen Liebe. Nun treten einige Paare auf, die von einem Kommentar begleitet 21 Sexstellungen vorführen. Problematische Einstellungen werden von zwei Holzpuppen übernommen, deren Anteil mehr als ein Drittel der gesamten Laufzeit ausmacht. Der wissenschaftliche Anspruch des Films wird durch Orgasmus- und Erregungskurven unterstrichen.

## Produktionsnotizen
Angeregt durch die Filme Helga – Vom Werden des menschlichen Lebens und Oswalt Kolle: Das Wunder der Liebe wollte sich Dietrich Krausser nicht bei den seiner Meinung nach Randproblemen aufhalten, sondern stattdessen konkret die Technik des Geschlechtsaktes beschreiben. Er rekrutierte dazu einige Paare, die schon seit Jahren zusammenlebten und drehte den Film kostengünstig mit einem Minimum an Mitarbeitern.
Der Arbeitsausschuss der FSK urteilte im Juni 1968, dass der Film „sowohl in den bildlichen Darstellungen als auch in den Texten derart peinlich, indezent und widerwärtig sei, wie man kaum je einen Film zu beurteilen gehabt habe“ und gab ihn wie auch die übergeordneten Instanzen Hauptausschuss und Rechtsausschuss nicht frei. Der Rechtsausschuss begründete sein Verbot mit der Vermutung, dass der Film sonst von der Staatsanwaltschaft wegen Unzüchtigkeit beschlagnahmt werden würde, was ein Versagen der FSK vor einer ihrer wichtigsten Aufgaben bedeuten würde, nämlich einer Beschlagnahme vorzubeugen.
Doch Krausser veranstaltete auf diese Ablehnung hin Mitte September 1968 eine Pressekonferenz, zu der er auch die Staatsanwaltschaft einlud. Wie erwartet, wurde die Kopie nach der Vorführung des Films beschlagnahmt, worüber die Presse am nächsten Tag ausführlich berichtete. Krausser wurde konsequenterweise wegen der Verbreitung unzüchtiger Abbildungen angeklagt. Das zuständige Schöffengericht sprach ihn jedoch wegen erwiesener Unschuld frei und hob die Beschlagnahmung des Films auf. Das Gericht attestierte dem Film sogar, „Aufklärungsarbeit im guten Sinne“ zu leisten und sich als Lehrfilm junger Menschen über 18 zu eignen.
Es war das erste Mal, dass ein Gericht gegen die FSK entschied. Deren Arbeitsausschuss gab den Film prompt im Mai 1969 mit einigen Schnitten ab 18 Jahren frei. Die Uraufführung erfolgte am 27. Juni 1969. Der Film war beim Publikum mit etwa vier Millionen Besuchern sehr erfolgreich. Eine überarbeitete Fassung kam 1980 als Liebe 80 in die Kinos und 1986 als Liebe 86 auf Video heraus. 1989 veröffentlichte die Firma HWV Focus Filmvertriebs GmbH den ursprünglichen Film als Video, und 1990 kam die überarbeitete Version in einer Neuauflage als Liebe 90 heraus.

## Kritiken
Ein Kritiker der Nürnberger Nachrichten vom 28. Juni 1969 fand, der Film setze voraus, „daß der Zuschauer noch nicht weiß, ob er ein Männchen oder ein Weibchen ist.“ Nach entsprechender Aufklärung durch einen Fachmann anhand bestimmter Körperteile setze „der Unterricht für Fortgeschrittene ein.“ Dieser erfolge „teilweise durch Holzpüppchen, die den Zwetschgenmännla am Nürnberger Christkindlmarkt nicht unähnlich sind.“
Etwas humorloser kommentierte Der Spiegel am 28. Juli 1969: „Der Lustgewinn im (auch sommertags überfüllten) Parkett bleibt winzig: Mit geheuchelter Nüchternheit, stupidem Bürokratendeutsch und ermüdender Weitschweifigkeit taugt das bislang fadeste Aufklärungswerk bestenfalls als technische Nothilfe für Maschinen-Menschen und frustrierte Voyeure.“
Für das Lexikon des Internationalen Films ist das Werk ein „inszenatorisch lachhafter und hölzerner ‚Aufklärungsfilm‘, der von seelischer Harmonie nur redet.“